# مارتین دمپسی
مارتین دمپسی (زادهٔ: ۱۴ مارس ۱۹۵۲) ژنرال بازنشسته نیروی زمینی ایالات متحده آمریکا است، که در فاصله سال‌های ۲۰۱۱ تا ۲۰۱۵ به‌عنوان هجدهمین رئیس ستاد مشترک نیروهای مسلح ایالات متحده آمریکا فعالیت می‌کرد.
دمپسی فعالیت نظامی را از سال ۱۹۷۴ در نیروی زمینی آمریکا آغاز کرد، از ۲۰۰۳ تا ۲۰۰۴ فرماندهی لشکر ۱ زرهی را برعهده داشت، از ۲۰۰۵ تا ۲۰۰۷ به‌عنوان فرمانده ستاد فرماندهی انتقال امنیت چندملیتی عراق فعالیت می‌کرد و از ۲۰۰۷ تا ۲۰۰۸ جانشین فرماندهی مرکزی ایالات متحده آمریکا بود. 
وی از ۲۰۰۸ تا ۲۰۰۹ فرماندهی مرکزی ایالات متحده آمریکا را برعهده داشت، در فاصله سال‌های ۲۰۰۹ تا ۲۰۱۱ به‌عنوان فرمانده ستاد فرماندهی آموزش و دکترین نیروی زمینی آمریکا فعالیت می‌کرد و از آوریل تا سپتامبر ۲۰۱۱ رئیس ستاد نیروی زمینی ایالات متحده آمریکا بود.

## کودکی
دپمسی متولد ۱۴ مارس ۱۹۵۲ در شهر جرزی سیتی است. دبیرستان خود را در مدرسه‌ای کاتولیک به پایان رساند و سپس به آکادمی نظامی وست‌پوینت پیوسد و در سال ۱۹۷۴ از آنجا فارغ‌التحصیل شد. وی در کلاس خود با افرادی چون دیوید پترائوس، والتر ال. شارپ و کیث بی آلکساندر همکلاس بود که همگی آنها از فرماندهان رده بالای نطامی آمریکا شدند. دمپسی دارای مدرک کارشناسی ارشد در رشته ادبیات از دانشگاه دوک است. پدربزرگ‌ها و مادربزرگ‌های دمپسی همگی از تبار ایرلندی هستند. وی بخاطر اینکه تابستان‌های کودکی خود را مدتی در ایرلند گذررانده، مقداری با زبان ایرلندی آشنایی دارد.

## زندگی شخصی
دمپسی با همکلاسی دوران دبیرستانش، دنی، ازدواج نموده و سه فرزند به نام‌های کریس، مگان و کتلین دارند که همگی‌شان سابقه خدمت در ارتش را دارند. مارتین دمپسی همچنین دارای ۸ نوه است.